# Ordentliche Gerichtsbarkeit (Litauen)

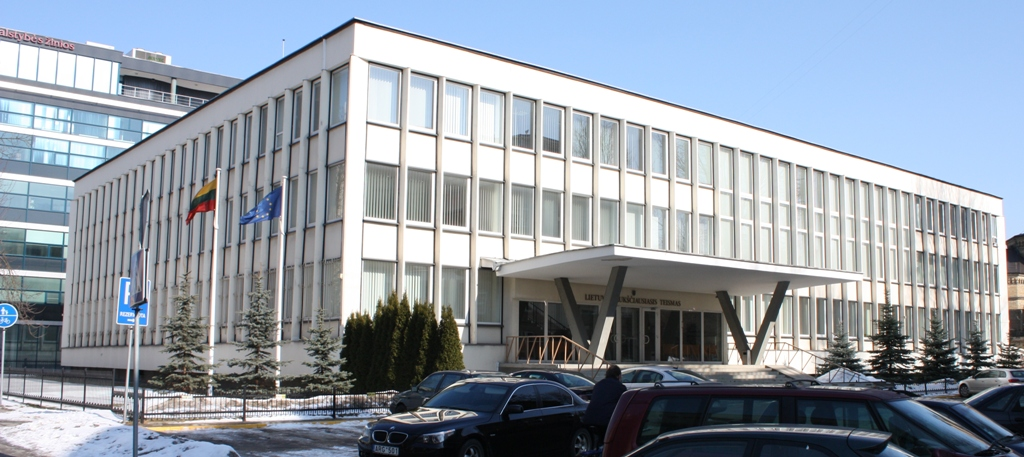
Oberstes Gericht Litauens

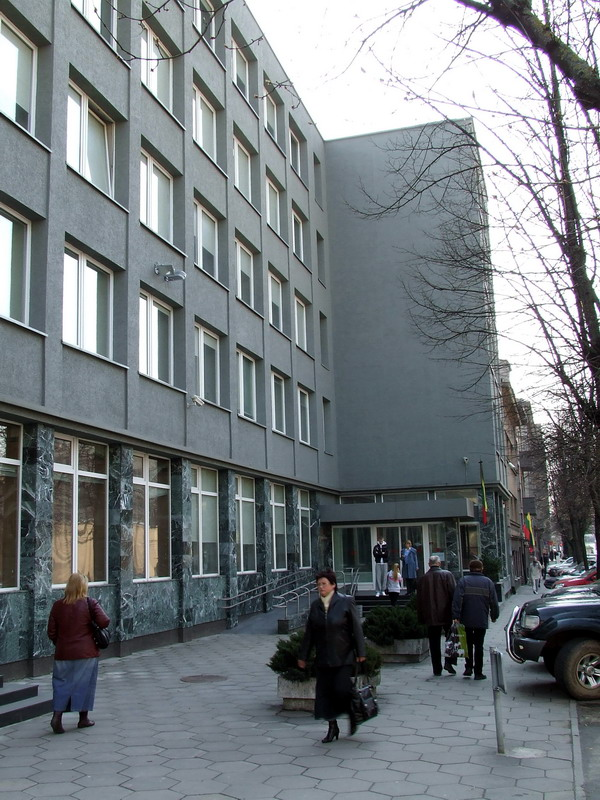
Bezirksgericht Kaunas (lit. Kauno apygardos teismas)

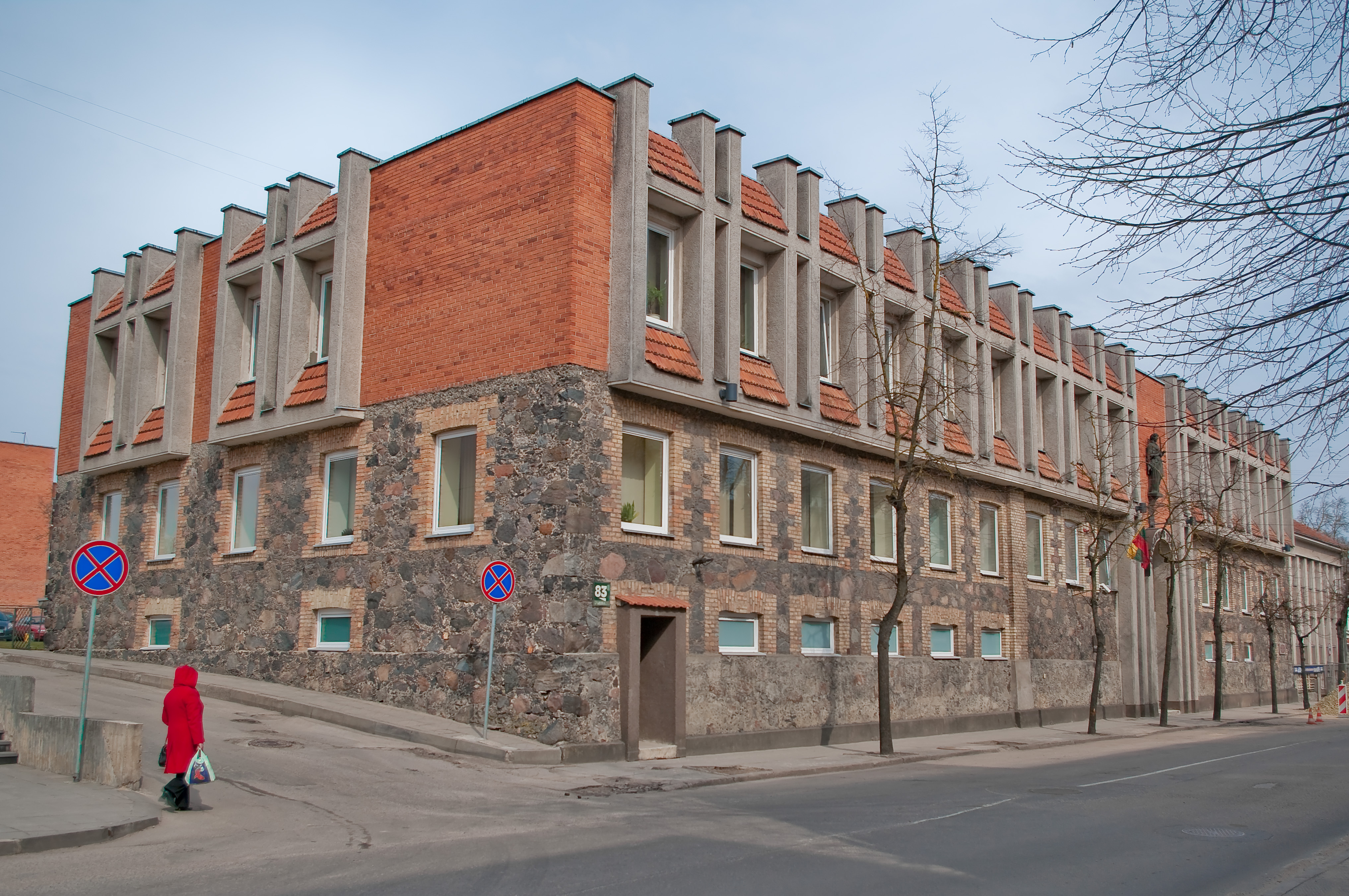
Bezirksgericht Šiauliai (lit. Šiaulių apygardos teismas)

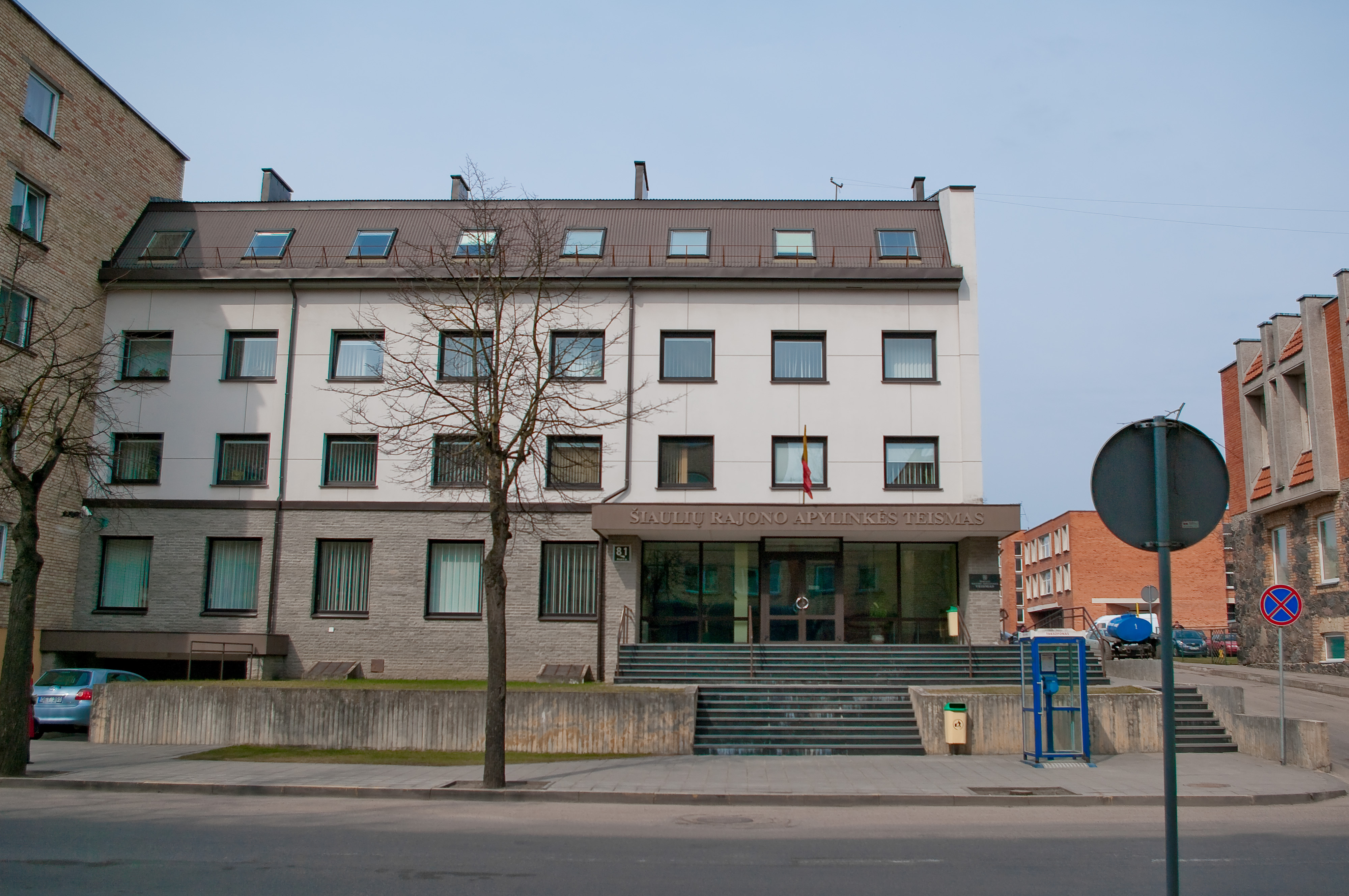
Kreisgericht Šiauliai

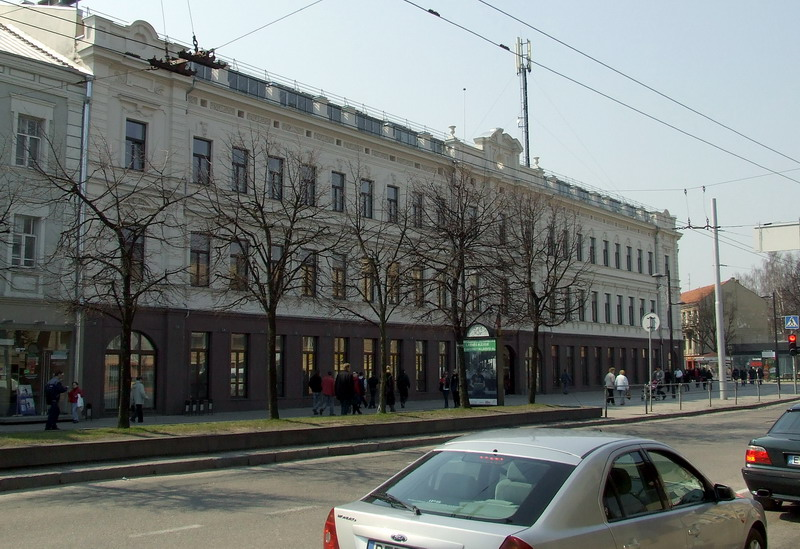
Stadtkreisgericht Kaunas

Die ordentliche Gerichtsbarkeit in Litauen stützt sich auf verfassungs- und völkerrechtlichen Regelungen.
Artikel 12 des Gerichtsgesetzes der Republik Litauen legt folgendes Gerichtssystem fest: Das Gerichtssystem der Republik Litauen besteht aus Gerichten allgemeiner Zuständigkeit und aus Spezialgerichten.
Gerichte allgemeiner Zuständigkeit  oder erstinstanzliche Gerichte, d. h. Bezirks- und Amtsgerichte) sind für sämtliche Zivilsachen zuständig. Das sind Streitfälle im Zusammenhang mit dem zivilen Leben, der Familie, der Arbeit, dem geistigen Eigentum, der Insolvenz, der Sanierung und anderen privaten Rechtsbeziehungen. Die Gerichte sind auch für außerordentliche Verfahren und Anträge zuständig, die die Anerkennung und Vollziehung von Urteilen ausländischer Gerichte und von Schiedsgerichtsurteilen in der Republik Litauen betreffen (Artikel 22 Zivilprozessordnung).
Spezialgerichte, d. h. Verwaltungsgerichte (Bezirksverwaltungsgerichte), sind für Verwaltungssachen zuständig, die sich aus verwaltungsrechtlichen Rechtsbeziehungen ergeben.

## Zivil- und Strafgerichte
- Apylinkės teismas (z. B., Kreisgericht Jonava, Kreisgericht Kėdainiai u. a.)
- Apygardos teismas, Bezirksgericht: fünf Gerichte (Bezirksgericht Kaunas, Bezirksgericht Vilnius, Bezirksgericht Panevėžys und Bezirksgericht Šiauliai)
- Appellationsgericht Litauens
- Oberstes Gericht Litauens

## Unterscheidung zwischen unteren und oberen ordentlichen Zivilgerichten
Für Zivilsachen sind in erster Instanz die Amts- und Bezirksgerichte zuständig (Artikel 25 Zivilprozessordnung).
Artikel 26 Zivilprozessordnung hält als Grundregel fest, dass für sämtliche Zivilsachen die Amtsgerichte zuständig sind. Artikel 27 und 28 lassen jedoch Ausnahmen von dieser Grundregel zu. Für bestimmte Sachen sind demnach die Bezirksgerichte zuständig. Für bestimmte Sachen ist auch ausschließlich das Bezirksgericht Vilnius zuständig.
- Bezirksgerichte sind in erster Instanz für Zivilsachen zuständig, bei denen der Streitwert über 100.000 LTL liegt, es sei denn, es handelt sich dabei um eine Familiensache, in der über eine Vermögensaufteilung verhandelt wird (Artikel 27 Absatz 1 Zivilprozessordnung).
- Die Bezirksgerichte sind als erstinstanzliche Gerichte auch für folgende Zivilsachen zuständig (Artikel 27 Zivilprozessordnung):
- Rechtsbeziehungen bei einem Verstoß gegen das Urheberrecht.

1. Rechtsbeziehungen bei einer zivilen öffentlichen Ausschreibung.
2. Insolvenzen und Sanierungen.

- Falls ein vorläufiger Verwalter einer Bank einen Antrag auf Verringerung des genehmigten Kapitals einer Bank stellt.

1. Wenn eine der Parteien ein anderes Land oder ein anderer Staat ist.
2. Wenn Klage wegen der Zwangsveräußerung von Aktien (Dividenden, Zinsen) erhoben wird.
3. Wenn Klage in Bezug auf die Untersuchung der Aktivitäten einer juristischen Person erhoben wird.
4. Andere Zivilsachen, für die nach geltendem Recht die Bezirksgerichte als erstinstanzliche Gerichte zuständig sind.

Das Bezirksgericht Vilnius ist als erstinstanzliches Gericht für folgende Zivilsachen ausschließlich zuständig (Artikel 28 Zivilprozessordnung):
- Rechtsstreite nach dem Lizenzrecht der Republik Litauen.
- Rechtsstreite nach dem Schutzmarkenrecht der Republik Litauen.
- Zivilsachen, in denen ein Bürger eines anderen Staates einen Antrag auf Adoption eines Bürgers der Republik Litauen stellt, gleichgültig ob der betreffende litauische Bürger seinen Wohnsitz in der Republik Litauen oder im Ausland hat.
- Andere Zivilsachen, für die das Bezirksgericht Vilnius nach geltendem Recht als erstinstanzliches Gericht ausschließlich zuständig ist.

## Örtliche Zuständigkeit

### Grundregel
Der Wohnort des Beklagten entscheidet darüber, vor welchem Gericht Klage zu erheben ist. Eine gegen eine juristische Person gerichtete Klage ist bei dem Gericht zu erheben, das für den Sitz der juristischen Person zuständig ist, welcher im Register für diese juristische Person genannt ist. Ist der Beklagte ein Staat oder eine Kommune, muss die Klage vor dem Gericht erhoben werden, das für den Sitz der Institution zuständig ist, welche den Staat oder die Kommune vertritt (Artikel 29 Zivilprozessordnung).

### Ausnahmen
Das zuständige Gericht kann in folgenden Fällen vom Kläger gewählt werden (Artikel 30 Zivilprozessordnung):
1. Eine Klage gegen einen Beklagten, dessen Wohnort unbekannt ist, kann an dem Ort seines Vermögens oder an seinem letzten bekannten Wohnort erhoben werden.
2. Eine Klage gegen einen Beklagten, der über keinen Wohnort in der Republik Litauen verfügt, kann an dem Ort seines Vermögens oder an dem letzten bekannten Wohnort in der Republik Litauen erhoben werden.
3. Eine Klage in Bezug auf Tätigkeiten der Niederlassung einer juristischen Person kann auch an dem Ort der Niederlassung erhoben werden.
4. Eine Klage auf Unterhaltszahlung sowie auf Feststellung der Vaterschaft und der Unterhaltspflicht kann am Wohnort des Klägers erhoben werden.
5. Eine Schadensersatzklage wegen eines einer natürlichen Person zugefügten Personenschadens oder wegen deren Tötung kann an dem Wohnort des Klägers oder an dem Ort, an dem der Schaden zugefügt wurde, erhoben werden.
6. Eine Schadensersatzklage wegen eines einer Person zugefügten Vermögensschadens kann an dem Wohnort (Wohnsitz) des Klägers oder an dem Ort, an dem der Schaden zugefügt wurde, erhoben werden.
7. Eine Schadensersatzklage wegen widerrechtlicher Verurteilung, der widerrechtlichen Anwendung von Haftmaßnahmen, der widerrechtlichen Festnahme, der widerrechtlichen Anwendung von Zwangsmaßnahmen, der widerrechtlichen Verhängung von Verwaltungsstrafen – Arrest – sowie wegen des durch widerrechtliche Handlungen eines Richters oder eines Gerichtes bei der Verhandlung einer Zivilsache erlittenen Schadens kann am Wohnort des Klägers erhoben werden.
8. Eine Schadensersatzklage wegen einer Schiffskollision oder wegen der Entschädigung für auf See durchgeführte Hilfe- und Rettungsmaßnahmen sowie alle anderen Klagen in Streitfällen in Bezug auf die Seeschifffahrt können auch an dem Standort des Schiffes des Beklagten oder an dem Registerhafen des Schiffes des Beklagten erhoben werden.
9. Eine Klage in Bezug auf Vereinbarungen und Verträge, für die ein Erfüllungsort festgelegt wurde, kann auch am Erfüllungsort der Vereinbarung oder des Vertrages erhoben werden.
10. Eine Klage in Bezug auf die Tätigkeit eines Kurators oder eines Vermögensverwalters kann auch am Wohnort des Kurators (Treuhänders) bzw. am Wohnort oder Wohnsitz des Verwalters erhoben werden.
11. Eine Klage in Bezug auf Verbraucherverträge kann auch am Wohnort des Verbrauchers erhoben werden.

### Mehrere Beklagte
Eine Klage gegen mehrere Beklagte, die an verschiedenen Orten wohnen oder sich an verschiedenen Orten aufhalten, ist außerdem nach eigenem Ermessen des Klägers am Wohnort oder Wohnsitz eines der Beklagten zu erheben (Artikel 33 Teil 1 Zivilprozessordnung).
- Eine Klage in Bezug auf Verträge, in denen der Erfüllungsort angegeben ist, kann nach eigenem Ermessen des Klägers entweder an dem Wohnort bzw. Wohnsitz des Beklagten oder am Erfüllungsort des Vertrages erhoben werden. Eine Klage in Bezug auf Verbraucherverträge kann am Wohnort oder Wohnsitz des Beklagten oder des Verbrauchers erhoben werden.
- Eine Klage auf Zahlung von Unterhaltsleistungen kann nach eigenem Ermessen des Klägers am Wohnort oder Wohnsitz des Beklagten oder des Klägers erhoben werden.
- Eine aus einem Strafverfahren resultierende zivilrechtliche Schadensersatzklage kann gemäß der in der Zivilprozessordnung der Republik Litauen enthaltenen Zuständigkeitsregelung erhoben werden, falls diese Klage nicht bereits während des Strafverfahrens erhoben bzw. entschieden wurde. Etc.

### Klageerhebung bei einem anderen Gericht als dem am Wohnsitz des Beklagten
Artikel 31 Absatz 1 bis 2 der Zivilprozessordnung der Republik Litauen enthält die folgenden Ausnahmen zum Prinzip der allgemeinen örtlichen Zuständigkeit. Diese Ausnahmen sind für den Kläger bei der Klageerhebung bindend:
1. Eine Klage wegen dinglicher Rechte an unbeweglichem Vermögen, wegen der Nutzung unbeweglichen Vermögens (außer im Falle eines Antrages auf Aufteilung des Vermögens der Ehegatten im Rahmen eines Scheidungsverfahrens) sowie ein Antrag auf Ungültigerklärung der Pfändung unbeweglichen Vermögens ist beim für den Ort des unbeweglichen Vermögens – oder dessen Hauptteil – zuständigen Gericht zu erheben bzw. zu stellen.
2. Klagen der Gläubiger eines Erblassers, die erhoben werden, bevor die Erben das Erbe angenommen haben, fallen unter die Zuständigkeit des Gerichtes, das für den Standort des Erbes oder dessen Hauptteil zuständig ist.

Gemäß Artikel 33 Teil 2 bis 4 der Zivilprozessordnung der Republik Litauen gilt außerdem Folgendes:
- Eine Widerklage ist, ungeachtet der Zuständigkeit, bei dem Gericht zu erheben, bei dem die ursprüngliche Klage erhoben wurde. Sollte die Erhebung einer Widerklage in einer Sache die besondere Zuständigkeit verändern, verweist das Gericht, das über die ursprüngliche Klage verhandelt, den gesamten Fall an das gemäß der besonderen Zuständigkeit zuständige Gericht.
- Ist einer der Klageansprüche des Klägers gemäß den Bestimmungen über die außerordentliche Zuständigkeit zu erheben, muss die gesamte Klage nach den Regeln der außerordentlichen Zuständigkeit erhoben werden.
- Fällt einer der Klageansprüche des Klägers in die Zuständigkeit eines Bezirksgerichtes, so ist die gesamte Klage vor dem Bezirksgericht zu verhandeln.

Die Vertragspartner können im Rahmen eines Falls die örtliche Zuständigkeit durch eine zwischen ihnen geschlossene schriftliche Vereinbarung verändern. Besondere und außerordentliche Zuständigkeiten können jedoch nicht durch eine Vereinbarung der Vertragspartner abgeändert werden (Artikel 32 Zivilprozessordnung der Republik Litauen).
Falls ein Beklagter, dessen Wohnort vorher nicht bekannt war, einen Antrag auf Verweisung der Sache an ein für seinen Wohnort zuständiges Gericht stellt, verweist das Gericht per Entscheidung den Fall zur Verhandlung an das andere Gericht (Artikel 34 Teil 2 Absatz 2 Zivilprozessordnung der Republik Litauen).
C. Wie finde ich im Falle der Zuständigkeit einer Spezialgerichtsbarkeit heraus, wo ich konkret Klage erheben muss?
Speziell für Verwaltungssachen zuständige Verwaltungsgerichte sind in der Republik Litauen nicht für Zivilsachen zuständig. Deshalb soll eine Darstellung der Regelungen über die Zuständigkeit der Verwaltungsgerichte sowie die in dem Zusammenhang geltenden Ausnahmen in dieser Überblicksdarstellung entfallen.